# Алма (Джорджія)
Алма (англ. Alma) — місто (англ. city) в США, в окрузі Бейкон штату Джорджія. Населення — 3433 особи (2020).

## Географія
Алма розташована за координатами 31°32′36″ пн. ш. 82°28′32″ зх. д. / 31.54333° пн. ш. 82.47556° зх. д. (31.543304, -82.475621).  За даними Бюро перепису населення США в 2010 році місто мало площу 16,11 км², з яких 14,29 км² — суходіл та 1,82 км² — водойми.

## Демографія
Згідно з переписом 2010 року, у місті мешкало 3466 осіб у 1265 домогосподарствах у складі 815 родин. Густота населення становила 215 осіб/км².  Було 1477 помешкань (92/км²).
Расовий склад населення:
| - 52,7 % — білих - 40,5 % — чорних або афроамериканців - 0,7 % — азіатів - 0,1 % — вихідців з тихоокеанських островів - 0,1 % — корінних американців - 4,1 % — осіб інших рас |

До двох чи більше рас належало 1,8 %. Частка іспаномовних становила 7,2 % від усіх жителів.
За віковим діапазоном населення розподілялося таким чином: 26,9 % — особи молодші 18 років, 58,6 % — особи у віці 18—64 років, 14,5 % — особи у віці 65 років та старші. Медіана віку мешканця становила 34,3 року. На 100 осіб жіночої статі у місті припадало 93,1 чоловіків;  на 100 жінок у віці від 18 років та старших — 93,4 чоловіків також старших 18 років.
Середній дохід на одне домашнє господарство  становив 40 114 долари США (медіана — 29 861), а середній дохід на одну сім'ю — 44 066 доларів (медіана — 33 049). Медіана доходів становила 35 661 долар для чоловіків та 26 520 доларів для жінок. За межею бідності перебувало 30,4 % осіб, у тому числі 44,2 % дітей у віці до 18 років та 20,1 % осіб у віці 65 років та старших.
Цивільне працевлаштоване населення становило 1246 осіб. Основні галузі зайнятості: освіта, охорона здоров'я та соціальна допомога — 27,9 %, виробництво — 24,7 %, роздрібна торгівля — 8,8 %, мистецтво, розваги та відпочинок — 7,1 %.